# Волчье (озеро)
Волчье — озеро в западной части Тверской области, расположено на территории Хотилицкого сельского поселения Андреапольского района. Принадлежит бассейну Западной Двины.
Расположено в западной части района, в 18 километрах (по прямой) к юго-западу от города Андреаполь. Вытянуто с севера на юг вдоль русла реки Любутка. Лежит на высоте 208 метров над уровнем моря.
Длина озера с севера на юг составляет около 0,96 километра, ширина до 0,33 километра (в южной части). Площадь водного зеркала — 0,8 км². Протяжённость береговой линии — 4,9 километра.
Через озера протекает река Любутка, приток Торопы. Окружено лесами. Населённых пунктов на берегу озера нет. Недалеко от северного конца проходит железная дорога Бологое — Великие Луки.